# Billième
Billième é uma comuna francesa na região administrativa de Auvérnia-Ródano-Alpes, no departamento da Saboia. Estende-se por uma área de 5.98 km². Em 2010 a comuna tinha 273 habitantes (densidade: 45,7 hab./km²).